# Impedanční přizpůsobení

Obvod s elektrickým zdrojem a impedancemi zdroje a zátěže

Impedanční přizpůsobení je v elektronice praxe návrhu nebo nastavování vstupní nebo výstupní impedance elektrického zařízení na požadovanou hodnotu. Požadovaná hodnota se často volí tak, aby maximalizovala přenos výkonu nebo minimalizovala odrazy signálu. Impedanční přizpůsobení se typicky používá například pro zlepšení přenosu výkonu z rádiového vysílače přenosovým vedením k anténě. Aby se signál přenosovým vedením přenášel bez odrazů, musí být vedení zakončené impedančním přizpůsobením.
K impedančnímu přizpůsobení se používají transformátory, nastavitelné obvody s prvky se soustředěnými parametry, jako jsou rezistory, kondenzátory a indukčnostmi nebo správně navržená přenosová vedení. Účelem impedančního přizpůsobení zařízení v praxi je dosáhnout nejlepší výsledky v daném frekvenčním pásmu.
Koncept impedančního přizpůsobení, který je široce používaný v elektrotechnice, je relevantní i v jiných aplikacích, v nichž se nějaká forma energie (ne nutně elektrické) přenáší mezi zdrojem a zátěží, např. v akustice nebo v optice.

## Teorie
Impedance představuje odpor soustavy vůči toku energie ze zdroje. Může se jednat o energii elektrickou, mechanickou, akustickou, magnetickou, optickou nebo tepelnou, avšak koncept elektrické impedance je nejznámější. Jednotkou elektrické impedance je, stejně jako u elektrického odporu, jeden Ohm.
Na rozdíl od odporu je však impedance (obvykle značená Z) vyjádřena komplexním číslem; reálná část je odporová složka – rezistance (značená R), imaginární část je reaktanční složka (značená X). V jednoduchých případech (např. u nízkofrekvenčních nebo stejnosměrných přenosů výkonu) může být reaktance zanedbatelná nebo nulová; impedanci pak lze považovat za čistě odporovou, vyjádřenou reálným číslem. V následujícím souhrnu budeme uvažovat obecný případ, když rezistance a reaktance jsou významné, i speciální případ, když reaktance je zanedbatelná. Pro konstantní signály může být impedance konstantní; pro proměnné signály se však impedance obvykle mění s frekvencí.

### Přizpůsobení pro maximální přenos výkonu
Pro maximální přenos výkonu se používá přizpůsobení pomocí komplexně sdružené impedance
{\displaystyle Z_{\mathsf {z}}=Z_{\mathsf {g}}^{*}\,}
kde horní index * indikuje číslo komplexně sdružené. Pokud zdroj nebo zátěž má jalovou složku, přizpůsobení pomocí konjugované impedance se liší od přizpůsobení pro omezení odrazů.
Pokud zdroj má jalovou složku, a zátěž je čistě rezistivní, pak lze přizpůsobení dosáhnout přidáním reaktance stejné velikosti ale opačného znaménka k zátěži. Tento jednoduchý přizpůsobovací obvod obsahující pouze jeden prvek umožňuje dosáhnout dokonalého přizpůsobení pouze pro jednu frekvenci. Důvodem je, že přidaný prvek je buď kondenzátor nebo cívka, jejichž impedance závisí na frekvenci, a tato závislost se obecně nemusí shodovat s frekvenční závislostí impedance zdroje. Pro širokopásmové aplikace je proto třeba použít složitější obvod.

## Přenos výkonu
Když zdroj výkonu s pevnou výstupní impedancí např. zdroj elektrického signálu, rádiový vysílač nebo zdroj zvuku (např. reproduktor) působí do zátěže, je do zátěže dodáván maximální možný výkon právě tehdy, když impedance zátěže nebo impedance vstupu) je rovna komplexně sdružené hodnotě impedance zdroje (tj. jeho vnitřní impedanci nebo výstupní impedanci). Aby byly dvě impedance komplexně sdružené, jejich rezistance musí být stejné a jejich reaktance musí mít stejnou velikost, ale opačná znaménka. V nízkofrekvenčních nebo stejnosměrných systémech (nebo v systémech s čistě odporovým zdrojem a zátěží) jsou reaktance nulové nebo dostatečně malé, takže je lze zanedbat. V tomto případě dojde k maximálnímu přenosu výkonu, pokud odpor zátěže bude roven odporu zdroje (matematický důkaz je v článku věta o maximálním výkonu).
Impedanční přizpůsobení není vždy nezbytné. Pokud je například při přenosu důležitější dodat vysoké napětí (pro omezení degradace signálu nebo pro omezení spotřeby) než maximalizovat přenos výkonu, pak se často používá impedanční přemostění nebo napěťové přemostění.
U starších zvukových systémů (které používaly transformátory a obvody s pasivními filtry jako v klasické telefonní soustavě), byly rezistance zdroje a zátěže sladěny na 600 ohmů. Jedním z důvodů byla maximalizace přenosu výkonu, protože v té době neexistovaly žádné zesilovače pro kompenzaci útlumu signálu. Dalším důvodem bylo zajištění správného fungování hybridních transformátorů používaných v ústřednách pro oddělení odchozího a příchozího hlasového signálu, aby mohly být zesíleny nebo přivedeny na čtyřdrátový okruh. Naproti tomu většina moderních audioobvodů používá aktivní zesílení a filtraci a pro dosažení největší věrnosti může používat spojení s napěťovým přemostěním. Přísně vzato, impedanční přizpůsobení je třeba pouze tehdy, když zdroj i zátěž zařízení jsou lineární; přizpůsobení však lze v určitých funkčních mezích dosáhnout i mezi nelineárními zařízeními.

## Obvody pro impedanční přizpůsobení
Nastavení impedance zdroje nebo impedance zátěže se obecně nazývá „impedanční přizpůsobení“. Existují tři způsoby snížení impedančního nesouladu nazývané „impedanční přizpůsobení“:
- Zařízení, u nichž impedance zdroje a zátěže jsou komplexně sdružená čísla: Zzátěž = Z*zdroj (komplexně sdružené funkce přizpůsobení). Je-li dán zdroj s pevným napětím a pevnou zdrojovou impedancí, věta o maximálním výkonu říká, že právě tímto způsobem lze získat maximální výkon ze zdroje.
- Zařízení, jehož zátěž má stejnou impedanci jako přenosové vedení: Zzátěž = Zvedení (komplexně impedanční přizpůsobení), aby se zabránilo odrazům. Má-li přenosové vedení zdroje pevnou zdrojovou impedanci, je toto „bezodrazové impedanční přizpůsobení“ na konci přenosového vedení jediným způsobem, jak zabránit odrazům zpět do přenosového vedení.
- Zařízení, jejichž zdánlivá rezistance zdroje je blízká nule nebo aby zdánlivé napětí zdroje bylo co nejvyšší. To je jediný způsob, jak maximalizovat energetickou účinnost, a proto se používá na začátku elektrického energetického vedení. Takové impedanční přemostění také minimalizuje zkreslení a elektromagnetické rušení; používá se také v moderních audiozesilovačích a zařízeních pro zpracování signálu.

Existuje řada zařízení, které se zapojují mezi zdroj energie a zátěž, a provádějí „impedanční přizpůsobení“. Pro přizpůsobení elektrické impedance používají inženýři kombinaci transformátorů, rezistorů, cívek, kondenzátorů a přenosových vedení. Tato pasivní (a aktivní) zařízení pro přizpůsobení impedance jsou optimalizována pro různé aplikace a patří k nim symetrizační členy, členy pro přizpůsobení antény (někdy kvůli svému vzhledu nazývané ATU nebo horské dráhy), akustické ozvučnice trubkovitého tvaru, přizpůsobovací obvody, a terminátory.

### Transformátory
Dříve se pro přizpůsobení impedance obvodů často používaly transformátory. Transformátor konvertuje střídavý proud o určitém napětí na proud se stejným průběhem s jiným napětím. Vstupní a výstupní výkon transformátoru je stejný (až na určité ztráty). Strana s nižším napětím má nižší impedanci (protože má nižší počet závitů), a strana s vyšším napětím má vyšší impedanci (má větší počet závitů).
Příkladem jsou symetrizační členy používané pro připojení antény ke koaxiálnímu kabelu nebo k televizoru. Tyto symetrizační členy mají na jedné straně symetrické vedení (300ohmová dvojlinka) nebo symetrický anténní dipól, na druhé nesymetrické vedení (75ohmový koaxiální kabel např. RG-6). Pro přizpůsobení impedance musí být oba kabely zapojeny přes přizpůsobovací transformátor s transformačním poměrem 2:1. V tomto případě je 300ohmové vedení zapojeno k vinutí transformátoru s více závity; 75ohmový kabel je zapojen k vinutí transformátoru s méně závity. Vzorec pro výpočet transformačního poměru pro tento příklad je:
{\displaystyle {\text{transf. poměr}}={\sqrt {\frac {\text{rezistance zdroje}}{\text{rezistance zátěže}}}}}

### Rezistivní obvod
Návrh rezistivních impedančních přizpůsobení je nejsnazší na a přizpůsobení lze dosáhnout s jednoduchým L-článkem sestávajícím ze dvou rezistorů. Nevyhnutelným důsledkem použití rezistivního obvodu je výkonová ztráta, a proto jsou tyto články (obvykle) používány pouze pro přenos signálů na linkové úrovni.

### Stupňovité přenosové vedení
Většina zařízení s prvky se soustředěnými parametry se v určitém rozsahu může přizpůsobit impedancí zátěže. Například pro přizpůsobení induktivní zátěže skutečné impedanci je třeba použít kondenzátor. Pokud by naopak impedance zátěže byla kapacitní, přizpůsobovací prvek musí být tvořen cívkou. Přitom je často potřeba použít stejný obvod pro přizpůsobení širokého rozsahu impedancí zátěže a tím zjednodušit obvodový návrh. Tento problém lze řešit pomocí stupňovitého přenosového vedení, u něhož se pro změnu charakteristické impedance vedení používá několik za sebou umístěných čtvrtvlnných dielektrických výběžků. Nastavením pozice jednotlivých prvků lze dosáhnout přizpůsobení pro široký rozsah impedancí zátěže bez potřeby přepojovat obvod.

### Filtry
V telekomunikacích a radiotechnice se pro impedanční přizpůsobení často používají filtry. Obecně obvodem s diskrétními součástkami není teoreticky možné dosáhnout dokonalého impedančního přizpůsobení pro všechny frekvence. Obvody pro impedanční přizpůsobení se proto navrhují pro určitou šířku pásma, fungují jako filtr, a pro jejich návrh se používá teorie filtrů.
Aplikace, které používají pouze úzkou šířku pásma, např. přizpůsobení antény a vysílače, mohou používat jednoduchý laděný filtr tvořený např. pahýlem. Ten poskytuje dokonalé přizpůsobení pouze pro jednu určitou frekvenci. Širokopásmová přizpůsobení vyžadují filtry s více částmi.

#### L-článek

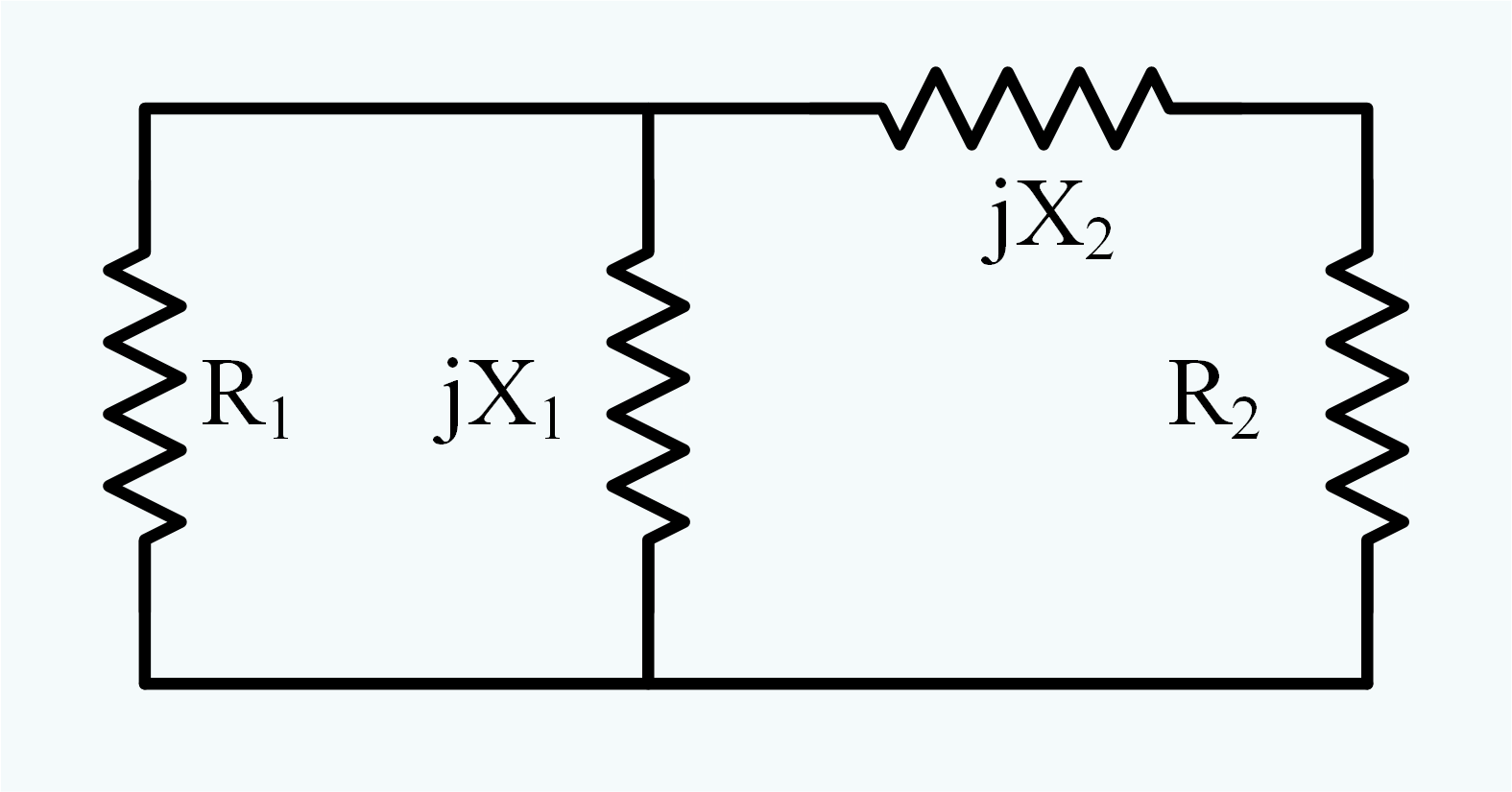
Základní schéma pro přizpůsobení R_{1} na R_{2} pomocí L-článku. Platí, že R_{1} > R_{2}, ale není řečeno, co je zdroj a co je zátěž. Jedním z X_{1} nebo X_{2} musí být cívka a druhým kondenzátor.

L-článek pro úzkopásmové přizpůsobení impedance Z zdroje nebo zátěže přenosovému vedení s charakteristickou impedancí Z_{0}. Reaktance X a B může být buď kladná (cívka) anebo záporná (kondenzátor). Pokud Z/Z_{0} je uvnitř kružnice 1+jx na Smithově diagramu (tj. pokud Re(Z/Z_{0})>1), lze použít obvod (a), jinak lze použít obvod (b).

Jednoduchý obvod elektrického impedančního přizpůsobení je tvořen kondenzátorem a cívkou. Na obrázku vpravo je R1 > R2, není však uvedeno, zda R1 příp. R2 je zdroj nebo zátěž. Jedním z X1 nebo X2 musí být cívka a druhý musí být kondenzátor. Jedna reaktance je paralelně se zdrojem (nebo zátěží), druhá je sériově se zátěží (nebo se zdrojem). Je-li reaktance paralelně se zdrojem, obvod realizuje přizpůsobení z vysoké na nízkou impedanci.
Analýza obvodu je následující: Uvažujme reálnou impedanci zdroje {\displaystyle R_{1}} a reálnou zatěžovací impedanci {\displaystyle R_{2}}. Pokud je reaktance {\displaystyle X_{1}} paralelně s impedancí zdroje, lze výslednou impedanci zapsat jako:
{\displaystyle {\frac {jR_{1}X_{1}}{R_{1}+jX_{1}}}}
Pokud imaginární část výše uvedené impedance je vyrušena sériovou reaktancí, reálná část je
{\displaystyle R_{2}={\frac {R_{1}X_{1}^{2}}{R_{1}^{2}+X_{1}^{2}}}}
Řešení pro {\displaystyle X_{1}}
{\displaystyle \left\vert X_{1}\right\vert ={\frac {R_{1}}{Q}}}.
{\displaystyle \left\vert X_{2}\right\vert =QR_{2}}.
kde {\displaystyle Q={\sqrt {\frac {R_{1}-R_{2}}{R_{2}}}}}.
Paralelní reaktance {\displaystyle X_{1}} je obvykle záporná, protože jde typicky o kondenzátor. Díky tomu je L-článek také filtrem harmonických kmitočtů, protože má charakter dolní propusti.
Inverzní zapojení (pro zvýšení impedance) je jednoduše opakem výše uvedeného; například reaktance zapojená sériově se zdrojem. Velikosti impedančního poměru jsou omezeny reaktančními ztrátami např. Q faktorem cívky. Pro dosažení většího impedančního poměru nebo větší šířky pásma lze propojit více L-článků do kaskády. Obvody přizpůsobení přenosového vedení lze modelovat jako nekonečně mnoho L-článků propojených do kaskády. Pro návrh optimálních přizpůsobovacích obvodů pro určitý systém lze použít Smithových diagramů.

## Korekce účiníku
Účelem korekce účiníku zařízení je vyrušit jalovou a nelineární charakteristiku zátěže na konci elektrické přípojky. Díky tomu se pak zátěž jeví jako čistě rezistivní. Tím se pro určitý skutečný výkon požadovaný zátěží minimalizuje skutečný proud dodávaný elektrickým vedením, a minimalizuje se výkon promarněný na odporech v tomto energetickém vedení. Například pro získání maximálního výkonu ze solárních panelů a jeho efektivní přenesení do baterie, elektrické sítě nebo jiné zátěže se používá sledování bodu maximálního výkonu.
Věta o maximálním výkonu platí také pro jeho „upstream“ spojitost se solárními panely, takže emuluje odpor zátěže rovný odporu zdroje solárního panelu. Ale podle věty o maximálním výkonu se nepoužije na jeho „downstream“ spojení. Tato spojení je impedančním přemostěním; pro maximalizaci účinnosti napodobuje vysokonapěťový zdroj s nízkým odporem.
V elektrovodné síti má celková zátěž obvykle induktivní charakter. Korekce účiníku se proto nejčastěji realizuje sadou kondenzátorů. Korekci stačí provést pouze pro jednu frekvenci, frekvenci zdroje. Složité obvody jsou nutné pouze tehdy, když je třeba přizpůsobit široké pásmo frekvencí. Proto pro korekci účiníku obvykle vystačíme pouze s kondenzátory.

## Přenosová vedení

Koaxiální přenosové vedení s jedním zdrojem a jednou zátěží

U vysokofrekvenčních (VF) aplikací je žádoucí impedanční přizpůsobení, protože na konci nepřizpůsobeného přenosového vedení dochází k odrazům. Odrazy mohou způsobovat ztráty závislé na frekvenci.
V elektrických systémech s přenosovým vedením (např. rádiová nebo z optických vláken), jehož délka je velká v porovnání s vlnovou délkou signálu (signál se mění rychleji, než jaká je doba šíření signálu mezi zdrojem a zátěží) mohou být impedance na obou koncích vedení přizpůsobené charakteristické impedanci přenosového vedení ({\displaystyle Z_{c}}), aby se zabránilo odrazům signálu na koncích vedení. Ve VF systémech je běžná hodnota impedancí zdroje a zátěže 50 ohmů. Typickou VF zátěží je čtvrtvlnná anténa ground plane (s impedancí 37 ohmů pro ideální zemní rovinu).
Obecný tvar napěťového koeficientu odrazu pro vlnu šířící se z prostředí 1 do prostředí 2 popisuje vztah
{\displaystyle \Gamma _{12}={Z_{2}-Z_{1} \over Z_{2}+Z_{1}}}
zatímco napěťový koeficient odrazu pro vlnu šířící se z prostředí 2 do prostředí 1 je
{\displaystyle \Gamma _{21}={Z_{1}-Z_{2} \over Z_{1}+Z_{2}}}
{\displaystyle \Gamma _{21}=-\Gamma _{12}\,}
Koeficient odrazu je tedy stejný (až na znaménko), bez ohledu na to, z které strany přichází vlna k rozhraní.
Existuje také proudový koeficient odrazu, jehož hodnota je opačná než hodnota napěťového koeficientu odrazu. Pokud vlna zaznamenat otevřený v zátěž konec, kladné napětí a záporné proudové impulsy jsou přenášeny zpět ke zdroji (záporný proud znamená, že proud jde opačným směrem). Na každém rozhraní tedy existují čtyři koeficienty odrazu (napětí a proud na jedné straně, a napětí a proud na opačné straně). Absolutní hodnoty všech čtyř jsou stejné, ale dvě mají kladné a dvě jsou záporné znaménko. Napěťový koeficient odrazu a proudový koeficient odrazu na stejný strana mají opačná znaménka. Napěťový koeficient odrazu na opačné straně rozhraní má opačné znaménka.
Protože hodnoty koeficientů odrazu jsou až na znaménka stejné, používá se pro interpretaci koeficientu odrazu napěťový koeficient odrazu (pokud není uvedeno jinak). Na jednom konci (nebo oba konce) přenosového vedení může být zdroj nebo zátěž (nebo oba), tak neexistuje žádná ze své podstaty preference pro který strana rozhraní je prostředí 1 a který strana je prostředí 2. Pro jediné přenosové vedení je obvyklé definovat napěťový koeficient odrazu pro vlna přicházející z přenosového vedení, bez ohledu na to, na které straně je připojen zdroj nebo zátěž.

### Přenosové vedení s jedním zdrojem a jednou zátěží

#### Podmínky na straně zátěže
U přenosového vedení se vlna pohybuje ze zdroje podél vedení. Pokud vlna dorazí na rozhraní (náhlou změnu impedance), část energie vlny se odrazí zpět, a další část se šíří dál. (Předpokládáme existenci pouze jedné rozhraní, v zátěži.)
Označíme
{\displaystyle V_{i}\,} a {\displaystyle I_{i}\,} napětí a proud přicházející k rozhraní ze strany zdroje.
{\displaystyle V_{t}\,} a {\displaystyle I_{t}\,} napětí a proud přenášené k zátěži.
{\displaystyle V_{r}\,} a {\displaystyle I_{r}\,} napětí a proud odražené zpět ke zdroji.
Na telefonu strana of rozhraní {\displaystyle V_{i}=Z_{c}I_{i}\,} a {\displaystyle V_{r}=-Z_{c}I_{r}\,} a na zátěž strana {\displaystyle V_{t}=Z_{L}I_{t}\,} kde {\displaystyle V_{i}\,}, {\displaystyle V_{r}\,}, {\displaystyle V_{t}\,}, {\displaystyle I_{i}\,}, {\displaystyle I_{r}\,}, a {\displaystyle I_{t}\,} jsou fázory.
Na rozhraní, napětí a proud musí být spojité, proto
{\displaystyle V_{t}=V_{i}+V_{r}\,}
{\displaystyle I_{t}=I_{i}+I_{r}\,}
Všechny tyto podmínky jsou splněny, pokud
{\displaystyle V_{r}=\Gamma _{TL}V_{i}\,}
{\displaystyle I_{r}=-\Gamma _{TL}I_{i}\,}
{\displaystyle V_{t}=(1+\Gamma _{TL})V_{i}\,}
{\displaystyle I_{t}=(1-\Gamma _{TL})I_{i}\,}
kde {\displaystyle \Gamma _{TL}\,} je koeficient odrazu ve směru z přenosového vedení k zátěži.
{\displaystyle \Gamma _{TL}={Z_{L}-Z_{c} \over Z_{L}+Z_{c}}=\Gamma _{L}\,}

#### Podmínky na straně zdroje
Na zdrojovém konci přenosového vedení, se mohou setkávat vlny ze zdroje i z vedení; koeficient odrazu pro každý směr je dán vzorcem:
{\displaystyle -\Gamma _{ST}=\Gamma _{TS}={Z_{s}-Z_{c} \over Z_{s}+Z_{c}}=\Gamma _{S}\,},
kde Zs je impedance zdroje. Zdrojem vln přicházejících z vedení jsou odrazy přicházející z konce se zátěží. Pokud impedance zdroje přizpůsobuje vedení, odrazy z zátěž konec bude pohlcena v zdrojový konec. Pokud přenosové vedení není přizpůsobené na žádném konci, odrazy ze zátěže budou znovu odraženy na straně zdroje, opětně odraženy na straně zátěže do nekonečna, ztrátě energie na každý transit of přenosové vedení. Toto může způsobí rezonance podmínka a silně závislý na frekvenci chování. V úzkopásmovém systém toto může být žádoucí pro přizpůsobení, ale obecně je nežádoucí v širokopásmovém systému.

##### Impedance na straně zdroje
{\displaystyle Z_{in}=Z_{c}{\frac {(1+T^{2}\Gamma _{L})}{(1-T^{2}\Gamma _{L})}}\,}
kde {\displaystyle T\ ,} je jednosměrná přenosová funkce (z jak konec jiným), když přenosové vedení je přesně přizpůsobené v zdroji a zátěži. {\displaystyle T\,} odpovídá za všechno, co se stane se signálem při přenosu (včetně zpoždění, zeslabení a disperze). Pokud existuje dokonalé přizpůsobení na straně zátěže, {\displaystyle \Gamma _{L}=0\,} a {\displaystyle Z_{in}=Z_{c}\,}

##### Celková přenosová funkce
{\displaystyle V_{L}=V_{S}{\frac {T(1-\Gamma _{S})(1+\Gamma _{L})}{2(1-T^{2}\Gamma _{S}\Gamma _{L})}}\,}
kde {\displaystyle V_{S}\,} je otevřený obvod (nebo unloaded) výstupní napětí ze zdroje.
Všimněte si, že pokud existuje dokonalé přizpůsobení na obou koncích
{\displaystyle \Gamma _{L}=0\,} a {\displaystyle \Gamma _{S}=0\,}
a pak
{\displaystyle V_{L}=V_{S}{\frac {T}{2}}\,}.

## Elektrické příklady

### Telefonní systémy
Telefonní systémy také používají přizpůsobené impedancí pro minimalizaci ozvěny na meziměstských vedeních. Toto je příbuzný s teorií přenosového vedení. Přizpůsobení také umožňuje, aby telefonní hybridní cívka (převodník mezi dvoudrátem až čtyřdrátem) fungovala správně. Protože signály se posílají a přijímají stejným dvoudrátovým obvodem k uzlové telefonní ústředně, vyrušení je nezbytné v telefonním sluchátku, aby vlastní hlas nebyl příliš silný. Všechna zařízení používaná po trase telefonního signálu obecně vyžadují přizpůsobení impedance kabelu, zdroje a zátěže. Pro lokální smyčku byla zvolena impedance 600 ohmů (nominální). V ústředně jsou nainstalovány zakončovací obvody, aby účastnické vedení bylo co nejlépe přizpůsobeno. Různé země mají vlastní normy pro tyto obvody, ale všechny jsou navrženy tak, aby se jejich impedance blížila 600 ohmům v celém pásmu hovorového kanálu.

### Zesilovače pro reproduktory

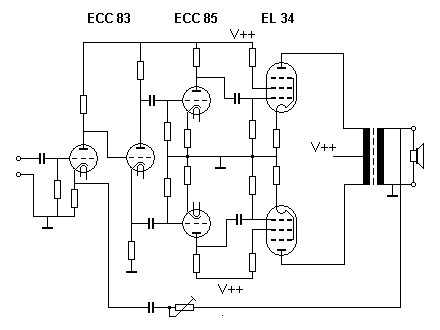
Typický elektronkový výkonový audiozesilovač push–pull s reproduktorem připojeným prostřednictvím výstupního transformátoru pro přizpůsobení impedance

U audio zesilovačů se obvykle přizpůsobení impedancí neprovádí, ale poskytuje se výstupní impedance, která je menší než impedance zátěže (např. < 0.1 ohm v typických polovodičových zesilovačích) pro zlepšení tlumení reproduktoru. U elektronkových zesilovačů se často používají transformátory pro změnu impedance, aby se dosáhlo nízké výstupní impedance, a výkon zesilovače se lépe přizpůsobil impedanci zátěže. Některé elektronkové zesilovače používají výstupní transformátor s více odbočkami pro přizpůsobení výstupu zesilovače různým impedancím reproduktorů.
Výstupní transformátor v elektronkových zesilovačích plní dvě základní funkce:
- Oddělení střídavé složky (která přenáší zvukový signál) od stejnosměrné (dodávané napájecím zdrojem) v anodovém obvodu elektronkového výkonového stupně. Reproduktorem nesmí protékat stejnosměrný proud.
- Snížení výstupní impedance výkonových pentod (např. EL34) v zapojení se společnou katodou.

Impedance reproduktoru na sekundární cívce transformátoru je transformována na vyšší impedanci primární cívky v obvodu výkonových pentod druhou mocninou transformačního poměru, která určuje impedanční měřítko.
Koncový stupeň s tranzistory MOSFET v zapojení se společným drainem nebo s výkonovými tranzistory v zapojení se společným kolektorem má velmi nízkou výstupní impedanci. Pokud je správně vyvážený, není nutné pro oddělení střídavého a stejnosměrného proudu používat transformátor nebo velké elektrolytické kondenzátory.

## Neelektrické příklady

### Akustika
Podobně jako u elektrických přenosových vedení existuje problém impedanční přizpůsobení při přenosu zvukové energie z jednoho prostředí do jiného. Pokud akustická impedance obou medií se výrazně liší, většina zvukové energie bude odražena (nebo pohlcena), místo přenesený přes border. Gel používaný při sonografickém vyšetření u lékaře zlepšuje přenos akustické energie z převodníku do těla a zpět. Bez gelu impedanční nepřizpůsobení na diskontinuitě mezi převodníkem a vzduchem a mezi vzduchem a tělem odráží téměř všechnu energii, takže jen velmi malá část jít do těleso/tělo.
Kůstky ve středním uchu poskytují impedanční přizpůsobení mezi bubínkem (který zpracovává vibrace vzduchu) a kapalinou vyplněným vnitřním uchem.
Trychtýřové ozvučníky (trouby) v reproduktorových soustavách mají podobný účel jako transformátory v elektrických obvodech – přizpůsobení impedance převodníku impedanci vzduchu. Tento princip se používá jak u trychtýřových reproduktorů tak u hudebních nástrojů. Protože impedance většiny akustických měničů je při nízkých frekvencích špatně přizpůsobena impedanci volného vzduchu, skříně reproduktorů jsou navržen tak, aby jednak zajistily přizpůsobení impedanci a jednak minimalizovaly destruktivní vyrušení fáze mezi výstupem z přední a zadní části kužele reproduktoru. Hlasitost zvuku produkovaného vzduchem z reproduktorů přímo souvisí s poměrem průměru reproduktoru k vlnové délce produkovaného zvuku: větší reproduktory mohou produkovat nižší frekvence s vyšší intenzitou než menší reproduktory. Eliptické reproduktory jsou složitý případ, které se chovají jako velké reproduktory po délce a malé reproduktory na šířku. Akustické impedanční přizpůsobení umožňuje fungování megafonu a ozvěny, a naopak špatné přizpůsobení je základem protihlukové izolace.

### Optika
K podobnému jevu dochází, když světlo (nebo libovolné elektromagnetické vlnění) prochází rozhraním mezi dvěma prostředími s odlišným indexem lomu. Pro nemagnetické materiály je index indexu nepřímo úměrný charakteristické impedanci materiálu. Optickou nebo vlnovou impedance (která závisí na šíření směr) lze spočítat pro každý prostředí, a může být používán v přenos-vedení odraz rovnice
{\displaystyle r={Z_{2}-Z_{1} \over Z_{1}+Z_{2}}}
pro výpočet koeficientu odrazu a přenosu na rozhraní. Pro nemagnetická dielektrika je tato rovnice ekvivalentní s Fresnelovými rovnicemi. Nežádoucí odrazy lze snížit použitím antireflexní vrstvy.

### Mechanika
Při pružné srážce tělesa s hmotností m s jiným tělesem dojde k maximálnímu přenosu energie na druhé těleso, pokud má druhé těleso stejnou hmotnost m. Při čelní srážce těles se stejnou hmotností bude energie prvního těleso úplně přenesena na druhé těleso (například v rázostroji). V tomto případě hmotnosti fungují jako „mechanické impedance“,[zdroj?] které je třeba přizpůsobit. Pokud {\displaystyle m_{1}} a {\displaystyle m_{2}} jsou hmotnosti pohybujícího se a nehybného tělesa, a P je hybnost soustavy (která se v průběhu srážky nemění), energie druhého tělesa po srážce bude E2:
{\displaystyle E_{2}={\frac {2P^{2}m_{2}}{(m_{1}+m_{2})^{2}}}}
což je analogií k rovnici přenosu výkonu.
Tyto principy jsou užitečné při použití vysoce energetických materiálů (výbušnin). Pokud je výbušnina iniciována na cíli, náhlé uvolnění energie způsobí šíření tlakových vln cílem radiálním směrem od místa výbuchu. Když tlakové vlny dosáhnou oblasti vysokého akustického impedančního nepřizpůsobení (např. opačnou stranu cíle), odrážejí se zpět a vytvářejí výdutě. Čím je nepřizpůsobení větší, tím větší budou způsobené výdutě a odlupování. Náboj iniciovaný proti stěně, za kterou je vzduch, způsobí větší poškození stěny, než kdyby za stěnou byla zemina.